# Кавалеры ордена Святого Георгия II класса
Список кавалеров ордена Святого Георгия II класса
| N   | Имя                                                            | Титулы, чины | Заслуги | Дата              |
| --- | -------------------------------------------------------------- | --- | --- | ----------------- |
| 1   | Племянников, Пётр Григорьевич                                  | генерал-поручик | За оказанный пример мужества, служивший подчиненным его по преодолению трудов неустрашимости и к одержанию над неприятелем победы 21-го июля 1770 года под Кагулом | 27 июля 1770      |
| 2   | Репнин, Николай Васильевич (см. 1-ю степень № 9)               | князь, генерал-поручик | За оказанный пример мужества, служивший подчиненным его по преодолению трудов неустрашимости и к одержанию над неприятелем победы 21-го июля 1770 года под Кагулом | 27 июля 1770      |
| 3   | Боур, Фёдор Виллимович                                         | генерал-квартирмейстер действующей армии | За оказанное им искусство и пример мужества, служивший подчиненным его по преодолению трудов неустрашимости и к одержанию над неприятелем победы 21-го июля 1770 года под Кагулом | 27 июля 1770      |
| 4   | Орлов, Фёдор Григорьевич                                       | граф, генерал-поручик | За отличную храбрость и мужество, оказанныя им во время одержанной над турецким флотом при берегах Ассийских знаменитой победы и поданный к приобретению оной пример и советы | 22 сентября 1770  |
| 5   | Грейг, Самуил Карлович                                         | флота контр-адмирал | За отличную храбрость и мужество, оказанныя им во время одержанной при берегах Ассийских над турецким флотом победы и подобаемые им к истреблению онаго способы | 22 сентября 1770  |
| 6   | Олиц, Пётр Иванович                                            | генерал-аншеф | За благоразумное его предводительство во время покорения оружию нашему города Журжи и замка | 12 апреля 1771    |
| 7   | Вейсман фон Вейсенштейн, Отто Адольф                           | генерал-майор | За мужественное и благоразумное его предводительство во время случившагося 19-го июня 1771 года с неприятелем при Тульче на этой стороне Дуная сражения и за одержание совершенной победы | 15 июля 1771      |
| 8   | Суворов, Александр Васильевич (см. 1-ю степень № 7)            | генерал-майор | За произведенное храброе и мужественное дело с вверенным его руководству деташаментом при атаке на Туртукай | 30 июля 1773      |
| 9   | Салтыков, Иван Петрович                                        | граф, генерал-аншеф | За оказанное им неоднократное превозможение неприятеля в турецкую войну и переход за Дунай | 10 июля 1775      |
| 10  | Каменский, Михаил Федотович                                    | генерал-аншеф | За храброе сражение с вверенным ему корпусом против неприятеля при местечке Козлуджи и разбитие онаго | 10 июля 1775      |
| 11  | Потёмкин, Григорий Александрович (см. 1-ю степень № 6)         | граф, генерал-аншеф | За оказанные им в турецкую войну по всем артикулам статута о военном ордене мужественные над неприятелем подвиги | 26 ноября 1775    |
| 12  | Прозоровский, Александр Александрович                          | князь, генерал-поручик | В 1771 году с конницей учинил вброд через Сиваш переправу в тыл неприятелю и открыл нашим войскам свободный вход в Крым В 1778 году, предводительствуя знатным отрядом войск в Крыму, содействовал в выполнении всей препорученной ему от Его Императорского Величества секретной комиссии и уничтожением всех неприятельских действий | 26 ноября 1778    |
| 13  | принц Нассау-Зиген, Карл Генрих                                | адмирал | За оказанное им отличное мужество 1788 года июня 7 дня отражением на Очаковском Лимане турецкой морской силы, под командою Капитан-паши и одержанием под него знаменитой победы | 24 июля 1788      |
| 14  | принц Ангальт-Бернбургский, Виктор Амадей принц Шаумбургский   | генерал-поручик | В воздаяние усердия к службе и отличнаго мужества, с которым он, предводительствую вверенной ему колонною для атаки города и крепости Очакова, был из первых в взятии онаго приступом от войск Российских подвизавшихся | 16 декабря 1788   |
| 15  | Самойлов, Александр Николаевич                                 | генерал-поручик | В воздаяние усердия к службе и отличнаго мужества, с которым он, предводительствую вверенной ему колонною для атаки города и крепости Очакова, был из первых в взятии онаго приступом от войск Российских подвизавшихся | 16 декабря 1788   |
| 16  | Меллер, Иван Иванович                                          | артиллерии генерал-аншеф | В уважение усердия и ревности к службе, когда он находясь при армии Екатеринославской во управлении артиллериею и инженерною частию, понес многие труды и во время атаки города и крепости Очакова, командуя двумя колоннами леваго фланга, оказал отличную храбрость и искусство | 16 декабря 1788   |
| 17  | Долгоруков, Василий Васильевич                                 | князь, генерал-поручик | В воздаяние усердия к службе и отличнаго мужества, оказанных им во время атаки войсками города и крепости Очакова, был предводителем двух колонн | 16 декабря 1788   |
| 18  | фон Дерфельден, Отто Вильгельм Христофорович                   | генерал-поручик | В воздаяние усердию и отличному мужеству, произведенных им с войсками под командою его состоящими в поражении неприятеля в Молдавии при Максименах и потом при Галаце за одержание знатной победы | 4 мая 1789        |
| 19  | фон Круз, Александр Иванович                                   | флота адмирал | Во уважение на усердную службу, искусства в деле, отличной его храбрости и мужественных подвигов оказанных им, как в сражении с неприятелем во время когда он в последних числах мая месяца 1790 года быв им атакован в превосходных силах в троекратном бое, отразил его, принудил к отступлению и главнейше способствовал к загнанию его в Выборгской залив, положил тем основание к победе 22-го июня над ним одержанной, так и в самый тот день при погоне за неприятелем и поражении его                                                                  | 6 июля 1790       |
| 20  | Повалишин, Илларион Афанасьевич                                | флота вице-адмирал | Во уважение на усердную службу, и отличную храбрость и искусство, оказанныя им в сражении с неприятелем 22-го июня 1790 года, где он, имея особый отряд в пяти кораблях и одном бомбардирском, выдержал жестокий огонь противу всего корабельнаго и гребного флотов шведских мимо его проходящих, сохранил вверенный ему отряд от брандеров неприятелем пущенных и действием артиллерии своей поставил на мель многие корабли и другия суда шведския, в добычу доставшияся                                                                                     | 6 июля 1790       |
| 21  | Ушаков, Фёдор Фёдорович                                        | флота контр-адмирал | Во уважение на усердную службу, особливое искусство и отличную храбрость, оказанную им в сражении 28-го и 29-го августа 1790 года, когда он, командуя флотом Черноморским, одержал над неприятельскими морскими силами, Капитан-пашею предводимыми, знаменитую победу | 16 сентября 1790  |
| 22  | Иосиф Михайлович Де-Рибас                                      | генерал-майор | Во уважение на усердную службу, многие труды и подвиги, понесенные им в течение минувшей кампании, когда он, командуя гребною Черноморскою флотилиею при вступлении оной в Дунай, опровергнул неприятельския укрепления, устье его заграждавшия, разбил и пленил все суда флотилии турецкой и овладел замками Тульчею и Исакчею | 20 декабря 1790   |
| 23  | Герман, Иван Иванович                                          | генерал-майор квартирмейстерской части | Во уважение на ревностную службу, искусство и храбрость, с каковыми он, командуя вверенным ему отрядом, атаковал и совершенно разбил на Кубани армию турецкую под предводительством Сераскера-Баталбея, взяв и самаго его в плен | 21 января 1791    |
| 24  | Потёмкин, Павел Сергеевич                                      | генерал-поручик | Во уважение на усердние к службе, ревностные труды и отличную храбрость, оказанную им при взятии приступом города и крепости Измаила, с истреблением бывшей там турецкой армии, командуя правым крылом | 25 марта 1791     |
| 25  | Голицын, Сергей Фёдорович                                      | князь, генерал-поручик | Во уважение на усердную службу и отличную храбрость, оказанную им по переходе со вверенным ему корпусом за Дунай, когда он разбил войска турецкия, завладел и раззорил назначаемое для стана визирскаго место, город Мачин, взял в полон трех-бунчужнаго пашу со многими другими чиновниками и получа в добычу пушки и знатное количество разных воинских снарядов, а сверх того, сделал добрыя распоряжения, успехом увенчанныя, к овладению укреплением на острову пред самым Браиловым со всею бывшею тут артиллериею с истреблением войск там находившихся | 30 апреля 1791    |
| 26  | Гудович, Иван Васильевич                                       | генерал-аншеф | Во уважение усердной службы, радения и точности его в исполнении предположений главнаго начальства, искусства и отличнаго мужества, оказаннаго им в походе со вверенным ему корпусом, отражая неприятеля, и при взятии штурмом города Анапы | 15 июля 1791      |
| 27  | Волконский, Григорий Семёнович                                 | князь, генерал-поручик | Во уважение на усердную службу, храбрые и мужественные подвиги, коими он отличился в сражении при Мачине и разбитии войсками Российскими под командою генерала князя Н. В. Репнина, многочисленной турецкой армии, верховным визирем Юсуф-пашею предводимой, где, командуя среднею частию войск, во всем порядке прибыл с оною на назначенный пункт, распоряжениями своими все трудности и опасности отвратил, оказывая во всех случаях искусство, мужество и беспредельное усердие                                                                            | 18 марта 1792     |
| 28  | Голенищев-Кутузов, Михаил Илларионович (см. 1-ю степень № 10)  | генерал-поручик | Во уважение на усердную службу, храбрые и мужественные подвиги, коими он отличился в сражении при Мачине и разбитии войсками Российскими под командою генерала князя Н. В. Репнина, многочисленной турецкой армии, верховным визирем Юсуф-пашею предводимой, где, начальствуя над войсками леваго фланга при стремительных неприятельских нападениях преодолел все трудные переходы, в движениях своих соблюл отличное искусство и порядок, а в поражении неприятеля мужество и храбрость                                                                      | 18 марта 1792     |
| 29  | Морков, Ираклий Иванович                                       | генерал-майор | Во уважение усердной службы, храбрых и мужественных подвигов, отличивших его при поражении войск противной в Польше фракции 7 июня 1792 года при деревне Городище, где он командовал авангардом и благоразумными распоряжениями, искусством, храбростию и безпредельным усердием одержал полную победу | 28 июня 1792      |
| 30  | Денисов, Фёдор Петрович                                        | генерал-майор Войска Донского | В воздаяние усердной службы, ревностных трудов и отличнаго мужества, оказаннаго им 2-го мая 1794 года при атаке мятежников польских в многочисленных силах при Щекочине, где он, предводительствуя корпусом войск, одержал над ними победу | 28 июня 1794      |
| 31  | Кнорринг, Богдан Фёдорович                                     | генерал-майор | Во уважение на усердную службу и отличное мужество, оказанное им противу мятежников польских при Вильне, где он разбил многочисленныя войска, овладел их укреплениями, а потом принудил к сдаче и самый город Вильну | 15 сентября 1794  |
| 32  | Ферзен, Иван Евстафьевич                                       | барон, генерал-поручик | Во уважение на усердную службу и отличной храбрости, оказанной им 29-го сентября противу мятежников польских, при Мациовице, где он взял главнаго возмутителя Костюшку с чиновниками и пленил всю его артиллерию | 9 ноября 1794     |
| 33  | Зубов, Валериан Александрович                                  | граф, генерал-поручик, л.-гв. Измайловского полка секунд-майор | Во уважение на усердную службу и мужественные подвиги, оказанные им в предводительстве войск, вступивших в Персию, где он, достигнув города Дербента, благоразумными и искусными распоряжениями своими принудил оной к сдаче | 3 июня 1796       |
| 34  | Багратион, Пётр Иванович                                       | князь, генерал-лейтенант, шеф л.-гв. Егерского полка | За кампанию 1805 года | 28 января 1806    |
| 35  | Беннигсен, Леонтий Леонтьевич (см. 1-ю степень № 16)           | барон, генерал от кавалерии | За поражение французов в сражении при Пултуске 14-го декабря 1806 года | 27 декабря 1806   |
| 36  | Платов, Матвей Иванович                                        | генерал-лейтенант Войска Донского | За неоднократное участие в боях в должности начальника передовых постов в войну с французами 1807 года | 22 ноября 1807    |
| 37  | Буксгевден, Фёдор Фёдорович                                    | граф, генерал от инфантерии | За очищение Финляндии от шведских войск в 1808 году | 27 апреля 1808    |
| 38  | Каменский, Николай Михайлович                                  | граф, генерал-лейтенант | За успешныя действия в Финляндии в войну 1808 года | 19 ноября 1808    |
| 39  | Каменский, Сергей Михайлович                                   | граф, генерал от инфантерии | За успешныя действия против турок при Базарджике, Шумле и Никополе | 21 ноября 1810    |
| 40  | Уваров, Фёдор Петрович                                         | генерал-лейтенант, шеф Кавалергардского полка | За блистательное участие в сражении с турками при м. Батине 26-го августа 1810 года | 21 ноября 1810    |
| 41  | Марков, Евгений Иванович                                       | генерал-лейтенант | За отличие в сражении с турками 1-го октября 1811 года при Рущуке | 15 октября 1811   |
| 42  | Витгенштейн, Пётр Христианович                                 | граф, генерал-лейтенант | За поражение французов в сражении при Клястрицах 19-го июля 1812 года | 25 июля 1812      |
| 43  | Тормасов, Александр Петрович                                   | генерал от кавалерии | За поражение французов при Кобрине 15-го июля 1812 года | 28 июля 1812      |
| 44  | Барклай-де-Толли, Михаил Богданович (см. 1-ю степень № 11)     | генерал от инфантерии | За участие в сражении при Бородине 26-го августа 1812 года | 21 октября 1812   |
| 45  | Милорадович, Михаил Андреевич                                  | генерал от инфантерии | За участие в Отечественной войне против французов | 2 декабря 1812    |
| 46  | Дохтуров, Дмитрий Сергеевич                                    | генерал от инфантерии | За отличие в сражении при Мало-Ярославце 12-го октября 1812 года | 13 января 1813    |
| 47  | Винцингероде, Фердинанд Фёдорович                              | барон, генерал-адъютант, генерал-лейтенант | За поражение саксонцев при Калише 1-го февраля 1813 года | 4 февраля 1813    |
| 48  | Коновницын, Пётр Петрович                                      | генерал-лейтенант, генерал-адъютант | За отличия в Отечественную войну против французов | 15 февраля 1813   |
| 49  | Котляревский, Пётр Степанович 1-й                              | генерал-лейтенант | За покарение крепости Ленкорань | 11 марта 1813     |
| 50  | Ланжерон, Александр Фёдорович                                  | граф, генерал от инфантерии | За отличие при блокаде Торна в 1813 г | 11 марта 1813     |
| 51  | Блюхер, Гебхард Леберехт (см. 1-ю степень № 13)                | князь Вальштадтский, генерал-фельдмаршал Прусской службы, Главнокомандующий Силезской армией | За сражение при Бауцене 8-го и 9-го мая 1813 г | 20 мая 1813       |
| 52  | Остерман-Толстой, Александр Иванович                           | граф, генерал-лейтенант | За поражение французов в сражении при Кульме 17-го и 18-го августа 1813 года | 19 августа 1813   |
| 53  | герцог Вюртембергский, Александр                               | генерал от кавалерии | За отражение вылазки неприятеля из крепости Данциг 17-го августа 1813 года | 19 августа 1813   |
| 54  | Капцевич, Пётр Михайлович                                      | генерал-лейтенант | За отличие в сражении при Лейпциге | 6 октября 1813    |
| 55  | Константин Павлович                                            | Великий Князь Наследник Цесаревич, командир Гвардейского корпуса | За отличие, оказанное в сражении 4-7-го октября 1813 года при Лейпциге | 8 октября 1813    |
| 56  | Остен-Сакен, Фабиан Вильгельмович                              | барон, генерал от инфантерии | За отличие в сражениях под Лейпцигом 4-7-го октября 1813 года | 8 октября 1813    |
| 57  | Евгений, герцог Вюртембергский                                 | генерал-лейтенант | За отличие в сражениях под Лейпцигом 4-7-го октября 1813 года | 8 октября 1813    |
| 58  | Клейст, Фридрих Генрих Фердинанд Эмиль (Клейст фон Ноллендорф) | граф, генерал-лейтенант Прусской службы, начальник Прусской гвардии | За отличие в сражениях под Лейпцигом 4-7-го октября 1813 года | 8 октября 1813    |
| 59  | Йорк, Иоганн Давид Людвиг (Йорк-фон-Вартенбург)                | генерал-лейтенант Прусской службы | За поражение французов при Вартенбурге 23-го сентября 1813 года | 10 декабря 1813   |
| 60  | Адлеркрейц, Карл Иоанн                                         | граф, генерал-адъютант, генерал-лейтенант Шведской службы, начальник штаба Северной армии | За сражение при Лейпциге 4-7-го октября 1813 года | 28 декабря 1813   |
| 61  | Васильчиков, Илларион Васильевич                               | генерал-адъютант, генерал-лейтенант | За отличие в сражении при Бриенне | 17 января 1814    |
| 62  | Щербатов, Алексей Григорьевич                                  | князь, генерал-лейтенант | За отличие в сражении при Бриенне | 17 января 1814    |
| 63  | Тауэнцын-фон-Виттенберг Фридрих Богислав Эмануил               | граф, генерал от инфантерии Прусской службы | За взятие крепостей Витенберг и Магдебург | 21 февраля 1814   |
| 64  | Воронцов, Михаил Семёнович                                     | граф, генерал-лейтенант | За отличие в сражении при Краоне | 23 февраля 1814   |
| 65  | Бюлов, Фридрих Вильгельм (Бюлов-фон-Денневиц)                  | граф, генерал-лейтенант Прусской службы | За поражение французов 25-го августа 1813 года в сражении при Денневице | 28 февраля 1814   |
| 66  | Раевский, Николай Николаевич                                   | генерал от кавалерии | За отличие при взятии Парижа 18-го марта 1814 года | 19 марта 1814     |
| 67  | Горчаков, Андрей Иванович                                      | князь, генерал-лейтенант | За отличие при взятии Парижа | 19 марта 1814     |
| 68  | Фон-дер-Пален, Пётр Петрович                                   | граф, генерал-лейтенант | За отличие при взятии Парижа | 19 марта 1814     |
| 69  | Рудзевич, Александр Яковлевич                                  | генерал-лейтенант | За взятие Монмартских высот в сражении при Париже | 19 марта 1814     |
| 70  | Ермолов, Алексей Петрович                                      | генерал-лейтенант артиллерии | За отличие при взятии Парижа | 26 марта 1814     |
| 71  | Строганов, Павел Александрович                                 | граф, генерал-адъютант, генерал-лейтенант, командир Лейб-Гвардии Гренадерского полка | За отличие в войну с французами | 23 апреля 1814    |
| 72  | Сен-При, Эммануил Францевич                                    | граф, генерал-лейтенант | За отличие в сражении при Реймсе 1-го марта 1814 года | 8 мая 1814        |
| 73  | Наследный Принц Вюртембергский, Вильгельм                      | командир 7-го Вюртембергского корпуса | За участие в войну с французами | 19 мая 1814       |
| 74  | Вреде, Карл Филипп Иосиф                                       | граф, генерал-фельдмаршал Баварской службы, командующий Баварским корпусом | За участие в войну с французами | 19 мая 1814       |
| 75  | Вильгельм Фридрих Наследный Принц Нидерландский                | Главнокомандующий Нидерландскими войсками | За участие в сражении при Ватерлоо | 3 июля 1815       |
| 76  | Энглси, Генри Уильям (Англези)                                 | маркиз, граф Юксбридж, барон Пэджет, генерал-лейтенант Великобританской службы | За участие в сражении при Ватерлоо | 6 августа 1815    |
| 77  | Хилл, Роланд (Гиль)                                            | барон, генерал-лейтенант Великобританской службы | За участие в сражении при Ватерлоо | 6 августа 1815    |
| 78  | Август (принц прусский)                                        | | За участие в войне против французов 1813—1814 годов | 10 января 1817    |
| 79  | Карл Иоанн Цитен                                               | граф, генерал-лейтенант Прусской службы | За отличие в войну против французов 1813—1814 годов | 9 февраля 1817    |
| 80  | Паскевич, Иван Фёдорович (см. 1-ю степень № 18)                | граф, генерал от инфантерии, главнокомандующий войсками на Кавказе | За взятие крепости Эривани , 1-го октября 1827 года | 29 октября 1827   |
| 81  | Кодрингтон, Эдвард                                             | вице-адмирал Великобританской службы | За поражение турецкаго флота в сражении при Наварине 8-го октября 1827 года | 8 ноября 1827     |
| 82  | Михаил Павлович                                                | Великий Князь, командующий Гвардейским корпусом | За взятие крепости Браилова 7-го июня 1828 года | 8 июля 1828       |
| 83  | Грейг, Алексей Самуилович                                      | адмирал | За осаду и покорение крепости Варны | 29 сентября 1828  |
| 84  | Дибич-Забалканский, Иван Иванович (см. 1-ю степень № 19)       | граф, генерал от инфантерии | За поражение турок в сражении при Кулевче 30-го мая 1829 года | 9 июня 1829       |
| 85  | Толь, Карл Фёдорович                                           | граф, генерал от инфантерии | За успешное окончание турецкой войны 1828—1829 гг | 29 сентября 1829  |
| 86  | Рот, Логгин Осипович                                           | генерал от инфантерии | За успешное окончание Турецкой войны | 29 сентября 1829  |
| 87  | Бистром, Карл Иванович                                         | генерал-адъютант, генерал от инфантерии, командующий пехотой Гвардейского корпуса | За отличие в сражении при Остроленке 14-го мая 1831 года | 30 мая 1831       |
| 88  | Крейц, Киприан Антонович                                       | барон, генерал от кавалерии | За сражение при Варшаве 25-го и 26-го августа 1831 года | 11 сентября 1831  |
| 89  | Розен, Григорий Владимирович 1-й                               | барон, генерал от инфантерии, командир Литовского корпуса | За поражение генерала Ромарино в сражении при Рахове 4 сентября 1831 года | 13 сентября 1831  |
| 90  | Шаховской, Иван Леонтьевич                                     | князь, генерал от инфантерии | За штурм Варшавы 26-го августа 1831 года | 18 октября 1831   |
| 91  | Витт, Иван Осипович (Де-Витте)                                 | граф, генерал от кавалерии | За штурм Варшавы 26-го августа 1831 года | 18 октября 1831   |
| 92  | Стопфорд, Роберт                                               | адмирал Великобританской службы | За военные подвиги, оказанные для пользы союза России с Турецким Султаном | 16 ноября 1840    |
| 93  | Гесс, Генрих фон                                               | барон, генерал-фельдмаршал Австрийской службы | За войну 1849 года | 29 апреля 1849    |
| 94  | Лидерс, Александр Николаевич                                   | генерал-адъютант, генерал от инфантерии | За поражение венгерских войск Бема в сражении при Германштадте 25-го июля 1849 года | 4 августа 1849    |
| 95  | Нахимов, Павел Степанович                                      | вице-адмирал, начальник 5-й флотской дивизии | За истребление турецкаго флота в морском сражении при Синопе 18-го ноября 1853 года | 28 ноября 1853    |
| 96  | Бебутов, Василий Осипович                                      | князь, генерал-лейтенант, командующий действующим на Кавказско-Турецкой границе корпусом | За поражение турецкаго корпуса Рейс-Ахмета-паши 19-го ноября 1853 года в сражении при Баш-Кадык-Ларе | 6 декабря 1853    |
| 97  | Муравьёв-Карсский, Николай Николаевич                          | генерал-адъютант, генерал от инфантерии, главнокомандующий отдельным Кавказским корпусом | За взятие крепости Карса 16-го ноября 1855 г | 4 декабря 1855    |
| 98  | Барятинский, Александр Иванович                                | князь, генерал-адъютант, генерал от инфантерии, Наместник Его Императорского Величества на Кавказе и главнокомандующий Кавказской армией                                                            | За взятие Веденя 1-го апреля 1859 года и блистательные успехи на Кавказе | 10 августа 1859   |
| 99  | Михаил Николаевич (см. 1-ю степень № 24)                       | Великий Князь, генерал-фельдцейхмейстер, Наместник Е. И. В. на Кавказе и главнокомандующий Кавказской армией                                                                                        | За покорение Западного Кавказа | 15 июня 1864      |
| 100 | Евдокимов, Николай Иванович                                    | граф, генерал-адъютант, генерал от инфантерии | За покорение Западного Кавказа | 15 июня 1864      |
| 101 | Фридрих Вильгельм                                              | Наследный Принц Прусский | Пожалован «в знак наших великолепных отношений» во время визита императора Александра II в Пруссию | 19 июня 1870      |
| 102 | Фридрих Карл                                                   | Принц Прусский | Пожалован «в знак наших великолепных отношений» во время визита императора Александра II в Пруссию | 19 июня 1870      |
| 103 | Альберт                                                        | Наследный Принц Саксонский | За отличие в сражении при С-Приве и Мари-о-Шень и за поражение Мак-Магона при Бомоне 30-го августа 1870 года | 3 сентября 1870   |
| 104 | Хельмут Карл Фон-Мольтке                                       | граф, начальник Прусского Генерального Штаба | За войну с французами 1870 года | 27 декабря 1870   |
| 105 | Фон Кауфман, Константин Петрович                               | генерал-адъютант, генерал-лейтенант, командующий войсками Туркестанского военного округа и генерал-губернатор Туркестанский                                                                         | За трудный и блистательный Хивинский поход, совершенный войсками под его начальством, и за покорение Хивы, в 1873 году | 22 (28 июля) 1873 |
| 106 | Николай Николаевич Старший (см. 1-ю степень № 25)              | Великий Князь, генерал-адъютант, Главнокомандующий Действующей армией и войсками Гвардии и Санкт-Петербургского военного округа, генерал-инспектор по инженерной части и кавалерии, инженер-генерал | За переправу армии через Дунай у Систова | 15 июля 1877      |
| 107 | Лорис-Меликов, Михаил Тариелович                               | генерал-адъютант, генерал от кавалерии | За отличную распорядительность, оказанную при разбитии армии Мухтара-Паши на Аладжинских высотах, 3-го октября 1877 года | 27 октября 1877   |
| 108 | Святополк-Мирский, Дмитрий Иванович                            | князь, генерал-адъютант, генерал от инфантерии | За военные подвиги, оказанные при взятии крепости Карса в ночь с 5-го на 6-е ноября 1877 года | 12 ноября 1877    |
| 109 | Гейман, Василий Александрович                                  | генерал-лейтенант | За отличие, выказанное при взятии крепости Карса в ночь с 5-го на 6-е ноября 1877 года | 12 ноября 1877    |
| 110 | Милютин, Дмитрий Алексеевич                                    | генерал-адъютант, генерал от инфантерии, Военный Министр | За благоразумные и полезные советы, принятием коих достигнуты блистательные результаты, и за отличный порядок и благоустройство войск, выказанные им в 1877 году в войне с турками на обоих театрах военных действий, и в знаменательных их подвигах, увенчавшихся покорением Плевны и пленением турецкой армии Османа-Паши 28-го ноября 1877 года | 28 ноября 1877    |
| 111 | Кароль I                                                       | Князь Румынский | За овладение твердынями Плевны и пленение армии Османа-Паши 28-го ноября 1877 года | 29 ноября 1877    |
| 112 | Непокойчицкий, Артур Адамович                                  | генерал-адъютант, генерал от инфантерии, начальник полевого штаба Действующей армии на Дунае | За деятельное участие при покорении Плевны, 28-го Ноября 1877 года | 29 ноября 1877    |
| 113 | Тотлебен, Эдуард Иванович                                      | генерал-адъютант, инженер-генерал | За благоразумныя распоряжения при блокаде Плевны, увенчавшиеся пленением турецкой армии Османа-Паши, 28-го ноября 1877 года | 29 ноября 1877    |
| 114 | Александр Александрович                                        | Великий Князь Наследник Цесаревич, генерал-адъютант, генерал от инфантерии | За блистательное выполнение трудной задачи удержания, в течение 5-ти месяцев, превосходящих сил неприятеля от прорыва избранных нами на реке Ломе позиций и за отбитие, 30-го Ноября 1877 года, атаки на Мечку | 30 ноября 1877    |
| 115 | Лазарев, Иван Давидович                                        | генерал-лейтенант | За отличие при взятии штурмом крепости Карса в ночь с 5-го на 6-е ноября 1877 года, где лично распоряжался ходом штурма юго-восточных укреплений | 19 декабря 1877   |
| 116 | Радецкий, Фёдор Фёдорович                                      | генерал от инфантерии | За пятимесячную храбрую оборону Шипкинскаго перевала и пленение 28-го декабря 1877 года всей армии Вессель-Паши | 4 января 1878     |
| 117 | Николай I Миркович                                             | Князь Черногорский | За участие в русско-турецкой войне 1877—1878 годов | январь 1878       |
| 118 | Гурко, Иосиф Владимирович                                      | генерал-адъютант, генерал от кавалерии | За личныя боевыя заслуги и за целый ряд блистательных подвигов, оказанных войсками, находившимися под его начальством, как при двукратном переходе Балканских гор в 1877 году, так и во всех последующих делах с турками | 22 января 1879    |
| 119 | Скобелев, Михаил Дмитриевич                                    | генерал-адъютант, генерал от инфантерии | За покорение Ахал-Теке | 14 января 1881    |
| 120 | Жоффр, Жозеф Жак Сезер                                         | генерал Французской службы | За разгром немецких войск в Марнском сражении 5-12 сентября 1914 года | сентябрь 1914     |
| 121 | Иванов, Николай Иудович                                        | генерал-адъютант, генерал от артиллерии, главнокомандующий войсками Юго-Западного фронта | В воздаяние отличного выполнения армиями фронта блестящих боевых операций, приведших к занятию нашими войсками австрийской области Восточной Галиции | 1 октября 1914    |
| 122 | Рузский, Николай Владимирович                                  | генерал-адъютант, генерал от инфантерии, главнокомандующий армиями Северо-Западного фронта | За победоносное отражение германо-австрийских армий, веденных на Варшаву, после чего все его, вверенные ему на этом фронте, армии перешли в наступление | 22 октября 1914   |
| 123 | Николай Николаевич Младший                                     | Великий Князь, генерал-адъютант, генерал от кавалерии, Верховный Главнокомандующий | В изъявление особого Высочайшего благоволения к нашей армии, по случаю радостного события падения крепости Перемышль и за общее руководительство Его Императорским Высочеством операциями наших войск против означенной крепости и проявленные при этом исключительную энергию, непоколебимую твердость и мужество, последствием чего была сдача этой крепости и пленение всего её гарнизона | 9 марта 1915      |
| 124 | Юденич, Николай Николаевич                                     | генерал от инфантерии, командующий Кавказской армией | В воздаяние отличнаго выполнения, при исключительной обстановке, блестящей боевой операции, завершившейся взятием штурмом Деве-Бейнской позиции и крепости Эрзерума 2 февраля 1916 года | 15 февраля 1916   |
| 125 | Фош, Фердинанд                                                 | генерал Французской службы | За успешное завершение Верденской операции 21 декабря 1916 года | декабрь 1916      |